# Пайц
Пайц или Пицнё (нем. Peitz, н.-луж. Picnjo) — город в Германии, в земле Бранденбург.
Входит в состав района Шпре-Найсе. Подчиняется управлению Пайц. Население составляет 4597 человек (на 31 декабря 2010 года). Занимает площадь 13,38 км². Официальный код — 12 0 71 304.

## Население
В настоящее время деревня входит в состав культурно-территориальной автономии «Лужицкая поселенческая область», на территории которой действуют законодательные акты земель Саксонии и Бранденбурга, содействующие сохранению лужицких языков и культуры лужичан.
| Год  | Население |
| ---- | --------- |
| 2005 | 5414      |
| 2010 | 4684      |